# 아딜 사라미슈
아딜 살라미시(아라비아어: سلامش / Solāmish, الملك العادل بدر الدين سلامش بن الملك الظاهر بيبرس al-Malik al-‘Ādil Badr al-Dīn Salāmish b. al-Malik al-Ẓāhir Baybars, 1272년 ~ 1291년)는 이집트 맘루크 왕조의 술탄(재위: 1279년)이다. 이름을 줄인 이름은 살라미시(아라비이아어: الملك العادل سلامش al-Malik al-‘Ādil Salāmish)이다. 그리고 또 다른 명칭은 슬라미시(Sulāmish)이라 한다. 아버지는 맘루크 왕조 제5대 술탄인 바이바르스이다. 형제로는 형은 맘루크 왕조 제6대 술탄 바라카이다.

## 생애
1279년 맘루크 왕조의 장군들의 쿠데타로 인하여 형인 바라카가 술탄에 폐위되었다. 뒤를 이어서 당시 7살이 된 살라미시가 술탄에 옹립되었다. 맘루크 왕조의 권력자이자, 장군인 칼라운이 사라미슈의 후견인이 되었다. 조정과 군사를 총괄하며, 이슬람 예배를 담당하는 의식인 쿠트바(خطبة khuṭbah)에서 살라미시의 어명으로 칼라운이 섭정이 되었다.
칼라운과 대립하던 장군 중에서 전임 술탄인 바이바르스를 지지하는 장군들을 배제하였고, 칼라운에게 충성을 하는 장군들을 등용되었다. 1279년 11월 27일 살라미시는 술탄에 폐위되었고, 칼라운이 맘루크 왕조의 술탄으로 즉위했다.
살라미시는 술탄에서 폐위된 후에 카라크로 거주하게 하였다. 1280년 다마스쿠스 총독이 칼라운에게 반발하여, 반란을 일으켰다. 그때에 사라미슈도 반란에 가담하지만 실패하였다. 1291년에 사망하였다.
| 전 임 사이드 바라카 | 제7대 바흐리 맘루크 왕조의 술탄 1279년 | 후 임 알 만수르 칼라운 |